# Maggy de Coster

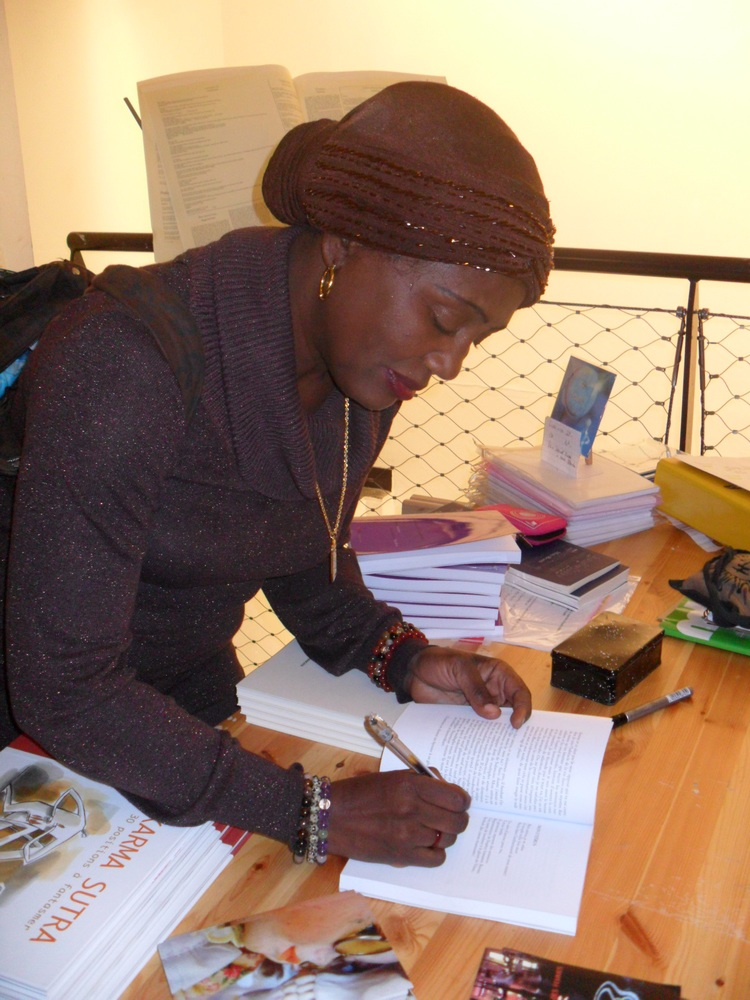
Maggy de Coster

Maggy de Coster (sinh ngày 23 tháng 4 năm 1966) là một nhà văn người Haiti từng đoạt giải thưởng sống ở Pháp. Cho đến năm 1987 (hoặc có thể hơi muộn hơn), cô đã viết dưới tên khai sinh Margareth Lizaire và còn được gọi là Margareth Lizaire de Coster.
Cô sinh ra ở Jérémie  và chuyển đến Paris , nơi cô được đào tạo như một nhà báo tại Học viện Báo chí Pháp và tại Centre de formation et de perfectionnement des journalistes  và lấy bằng thạc sĩ nghiên cứu nâng cao (Diplôme d'études approfondies) về các quyền và quan hệ xã hội từ Đại học Panthéon-Assas. Cô là thành viên của các Association des femmes journalistes Pháp. Cô đã làm việc như một nhà báo ở Haiti, ở Pháp, ở Thụy Sĩ, ở Anh và ở Barbados.
Năm 2000, cô thành lập tạp chí văn học Manoir des Poètes và làm giám đốc. De Coster là một thành viên của Société des gens de lettres của Pháp và đã phục vụ trong ủy ban điều hành của Société des poètes français. Tác phẩm của cô đã được đưa vào một số tuyển tập và đã được dịch sang tiếng Tây Ban Nha, tiếng Ý, tiếng Anh, tiếng Rumani và tiếng Ả Rập.
De Coster đã nhận được Prix Jean-Cocteau vào năm 2004 và Prix de la chanson poétique vào năm 2007 từ Grand concours International de Poésie Richelieu.

## Tác phẩm được chọn[1][3]
- Nuits d'assaut, thơ (1981)
- Ondes Vives, thơ (1987)
- Rêves et Folie, thơ (1994)
- Mémoires inachevés d'une île moribonde, thơ (1995), đã nhận giải nhất về thơ từ Académie Internationale Il Convivio
- Analyse du discours de presse: Profil de deux hebdomadaires haitens: Haiti en marche et Haiti Observateur, tiểu luận (1996)
- Itinéraire interrompu d'une jeune lady nhà báo, tự truyện (1998), đã nhận được huy chương hồng ngọc từ Académie Internationale de Lutèce [lb]
- La Tramontane des Soupirs ou le siège des marées, thơ (2002), đã nhận được huy chương hồng ngọc từ Académie Internationale de Lutèce
- Petites histoires pour des nuits merveilleuses, truyện thiếu nhi (2004)
- Le Chant de Soledad, tiểu thuyết (2007), đã nhận được huy chương bạc từ Académie Internationale de Lutèce
- Le Journalisme expliqué aux non-inités, non-hư cấu (2007)
- Au gué des quà lưu niệm, truyện (2008)
- La sémaphore du temps, thơ (2010)
- Doux ramages đổ diablotin petit, thơ cho trẻ em (2010)